# Bernard Noël (Autor)

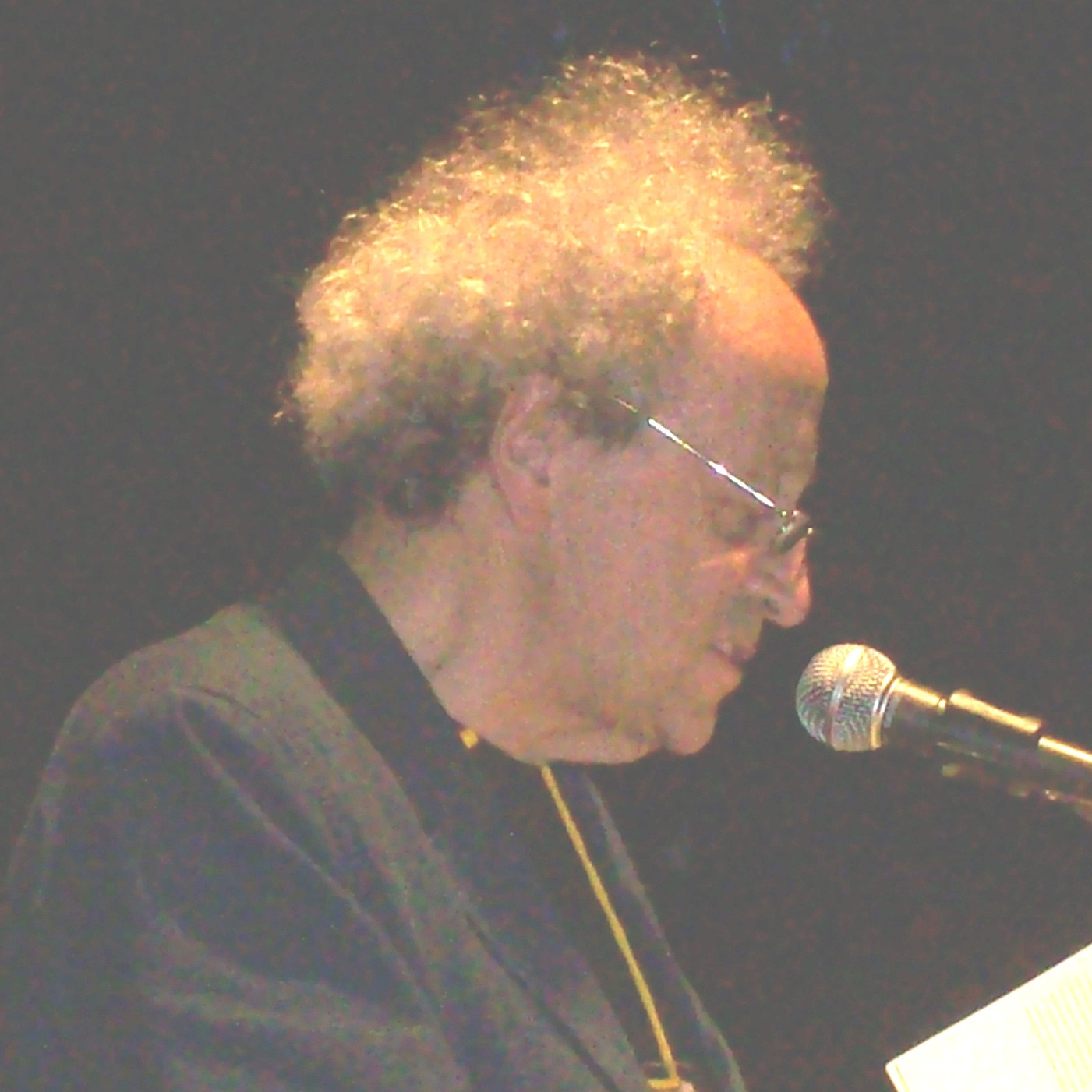
Bernard Noël (2008)

Bernard Noël (* 19. November 1930 in Sainte-Geneviève-sur-Argence; † 13. April 2021 in Laon) war ein französischer Schriftsteller und Dichter.

## Leben und Werk
Bernard Noël wuchs in der Aubrac auf. Er besuchte Schulen in Espalion und Rodez. 1949 ging er nach Paris und studierte Journalismus und Soziologie. Nach dem Abschluss des Militärdienstes 1952 lebte er von Tätigkeiten in Verlagen und Bibliotheken, um sich ganz dem Schreiben widmen zu können. 1958 veröffentlichte er seinen ersten Gedichtband. Nach verschiedenen Verlagsarbeiten (ein Heiligenlexikon, ein Lexikon der Pariser Kommune) erregte er Aufsehen mit einem poetischen Roman, Le Château de Cène (Das Abendmahlsschloss), der 1969 unter dem Pseudonym Urbain d’Orlhac erschien und 1971 unter seinem Namen im Verlag Pauvert, und der wegen des Vorwurfs der Pornografie vor Gericht verteidigt werden musste.
Künftig konnte er von seiner Feder leben und publizierte bis ins hohe Alter hunderte von Werken (darunter auch Kunstkritik), von denen nur wenige ins Deutsche übersetzt wurden. Über seine Motivation sagte er: „J’écris pour en finir avec l‘écriture, non pour produire.“ (Ich schreibe, um mit dem Schreiben abzuschließen, nicht um ein Werk hervorzubringen.) Sein Stil orientierte sich zunehmend an Mallarmé. Sein Werk wurde mit zahlreichen Preisen geehrt, darunter 1992 der Grand prix national de la poésie und 2016 der Grand Prix de Poésie der Académie française, der ihm wegen der häufigen Erotik seiner Texte lange verweigert worden war. Er starb 2021 im Alter von 90 Jahren.

## Werke (soweit auf Deutsch erschienen)
- Magritte. Flammarion, Paris 1976.
  - (deutsch) Magritte. Südwest, München 1977.
- Matisse. Hazan, Paris 1983.
  - (deutsch) Matisse. Weber, Genf 1987.
- Le livre de l‘oubli. Marseille 1985.
  - (deutsch) Das Buch vom Vergessen. Leipziger Literaturverlag, Leipzig 2015.
- La langue d’Anna. Roman. POL, Paris 1998.
  - (deutsch) Anna – nicht die, die ihr denkt. Matthes & Seitz, Berlin 2007.
- La peau et les mots. POL, Paris 2002.
  - (deutsch) Körperextrakte. Gedichte französisch – deutsch. Wunderhorn, Heidelberg 2010.
- La guerre = Der Krieg. Leuthold, Zürich 2007. (zweisprachige Ausgabe)

### Handbuchliteratur
- Jean-Michel Maulpoix: Histoire de la littérature française. XXe. 1950/1990. Hatier, Paris 1991, S. 384–385.
- Jean-Pierre Damour: NOËL, Bernard. In: Jean-Pierre de Beaumarchais, Daniel Couty und Alain Rey (Hrsg.): Dictionnaire des littératures de langue française. Auteurs. Ausgabe in 3 Bänden. Bordas, Paris 1984, S. 1651–1652.